# Lista över olympiska medaljörer i ishockey
Detta är en lista över samtliga olympiska medaljörer i ishockey vid olympiska vinterspelen.

## Damer
| Spel                            | Guld | Silver | Brons |
| Nagano 1998 Detaljer...         | USA Chris Bailey Laurie Baker Alana Blahoski Lisa Brown-Miller Karyn Bye Colleen Coyne Sara Decosta Tricia Dunn-Luoma Cammi Granato Katie King Shelley Looney Sue Merz Allison Mleczko Tara Mounsey Vicki Movsessian Jenny Potter Angela Ruggiero Sarah Tueting Gretchen Ulion Sandra Whyte                                                                            | Kanada Jennifer Botterill Thérèse Brisson Cassie Campbell Judy Diduck Nancy Drolet Lori Dupuis Danielle Goyette Geraldine Heaney Jayna Hefford Becky Kellar Kathy McCormack Karen Nystrom Lesley Reddon Manon Rhéaume Laura Schuler Fiona Smith France St-Louis Vicky Sunohara Hayley Wickenheiser Stacy Wilson                                                              | Finland Sari Fisk Kirsi Hänninen Satu Huotari Marianne Ihalainen Johanna Ikonen Sari Krooks Emma Laaksonen Sanna Lankosaari Katja Lehto Marika Lehtimäki Riikka Nieminen Marja-Helena Pälvilä Tuula Puputti Karoliina Rantamäki Tiia Reima Katja Riipi Päivi Salo Maria Selin Liisa-Maria Sneck Petra Vaarakallio                                      |
| Salt Lake City 2002 Detaljer... | Kanada Dana Antal Kelly Bechard Jennifer Botterill Thérèse Brisson Cassie Campbell Isabelle Chartrand Lori Dupuis Danielle Goyette Geraldine Heaney Jayna Hefford Becky Kellar Caroline Ouellette Cherie Piper Cheryl Pounder Tammy Lee Shewchuk Sami Jo Small Colleen Sostorics Kim St-Pierre Vicky Sunohara Hayley Wickenheiser                                      | USA Chris Bailey Laurie Baker Karyn Bye Julie Chu Natalie Darwitz Sara Decosta Tricia Dunn-Luoma Cammi Granato Courtney Kennedy Andrea Kilbourne Katie King Shelley Looney Sue Merz Allison Mleczko Tara Mounsey Jenny Potter Angela Ruggiero Sarah Tueting Lyndsay Wall Krissy Wendell                                                                                      | Sverige Annica Åhlén Lotta Almblad Anna Andersson Gunilla Andersson Emelie Berggren Kristina Bergstrand Ann-Louise Edstrand Joa Elfsberg Erika Holst Nanna Jansson Maria Larsson Ylva Lindberg Ulrica Lindström Kim Martin Josefin Pettersson Maria Rooth Danijela Rundqvist Evelina Samuelsson Therese Sjölander Anna Vikman                          |
| Turin 2006 Detaljer...          | Kanada Meghan Agosta Gillian Apps Jennifer Botterill Cassie Campbell Gillian Ferrari Danielle Goyette Jayna Hefford Becky Kellar Gina Kingsbury Charline Labonté Carla MacLeod Caroline Ouellette Cherie Piper Cheryl Pounder Colleen Sostorics Kim St-Pierre Vicky Sunohara Sarah Vaillancourt Katie Weatherston Hayley Wickenheiser                                  | Sverige Cecilia Andersson Gunilla Andersson Jenni Asserholt Ann-Louise Edstrand Joa Elfsberg Emma Eliasson Erika Holst Nanna Jansson Ylva Lindberg Jenny Lindqvist Kristina Lundberg Kim Martin Frida Nevalainen Emilie O'Konor Maria Rooth Danijela Rundqvist Therese Sjölander Katarina Timglas Anna Vikman Pernilla Winberg                                               | USA Caitlin Cahow Julie Chu Natalie Darwitz Pam Dreyer Tricia Dunn-Luoma Molly Engstrom Chanda Gunn Jamie Hagerman Kim Insalaco Kathleen Kauth Courtney Kennedy Katie King Kristin King Sarah Parsons Jenny Potter Helen Resor Angela Ruggiero Kelly Stephens Lyndsay Wall Krissy Wendell                                                              |
| Vancouver 2010 Detaljer...      | Kanada Meghan Agosta Gillian Apps Tessa Bonhomme Jennifer Botterill Jayna Hefford Haley Irwin Rebecca Johnston Becky Kellar Gina Kingsbury Charline Labonté Carla MacLeod Meaghan Mikkelson Caroline Ouellette Cherie Piper Marie-Philip Poulin Kim St-Pierre Colleen Sostorics Shannon Szabados Sarah Vaillancourt Catherine Ward Hayley Wickenheiser                 | USA Kacey Bellamy Caitlin Cahow Lisa Chesson Julie Chu Natalie Darwitz Meghan Duggan Molly Engstrom Hilary Knight Jocelyne Lamoureux Monique Lamoureux Erika Lawler Gisele Marvin Brianne McLaughlin Jenny Schmidgall-Potter Angela Ruggiero Molly Schaus Kelli Stack Karen Thatcher Jessie Vetter Kerry Weiland Jinelle Zaugg-Siergiej                                      | Finland Anne Helin Jenni Hiirikoski Venla Hovi Michelle Karvinen Mira Kuisma Emma Laaksonen Rosa Lindstedt Terhi Mertanen Heidi Pelttari Mariia Posa Annina Rajahuhta Karoliina Rantamäki Noora Räty Mari Saarinen Saija Sirviö Nina Tikkinen Minnamari Tuominen Saara Tuominen Linda Välimäki Anna Vanhatalo Marjo Voutilainen                        |
| Sotji 2014 Detaljer...          | Kanada Meghan Agosta-Marciano Gillian Apps Mélodie Daoust Laura Fortino Jayna Hefford Haley Irwin Brianne Jenner Rebecca Johnston Charline Labonté Geneviève Lacasse Jocelyne Larocque Meaghan Mikkelson-Reid Caroline Ouellette Marie-Philip Poulin Lauriane Rougeau Natalie Spooner Shannon Szabados Jenn Wakefield Catherine Ward Tara Watchorn Hayley Wickenheiser | USA Kacey Bellamy Megan Bozek Alexandra Carpenter Julie Chu Kendall Coyne Brianna Decker Meghan Duggan Lyndsey Fry Amanda Kessel Hilary Knight Jocelyne Lamoureux Monique Lamoureux-Kolls Gisele Marvin Brianne McLaughlin Michelle Picard Josephine Pucci Molly Schaus Anne Schleper Kelli Stack Lee Stecklein Jessie Vetter                                                | Schweiz Janine Alder Livia Altmann Sophie Anthamatten Laura Benz Sara Benz Nicole Bullo Romy Eggimann Sarah Forster Angela Frautschi Jessica Lutz Julia Marty Stefany Marty Alina Müller Katrin Nabholz Evelina Raselli Florence Schelling Lara Stalder Phoebe Stänz Anja Stiefel Nina Waidacher                                                       |
| Pyeongchang 2018 Detaljer...    | USA Lee Stecklein Cayla Barnes Megan Keller Kali Flanagan Monique Lamoureux Emily Pfalzer Meghan Duggan Haley Skarupa Kelly Pannek Brianna Decker Jocelyne Lamoureux Gigi Marvin Hannah Brandt Hilary Knight Kacey Bellamy Sidney Morin Dani Cameranesi Kendall Coyne Amanda Kessel Nicole Hensley Alex Rigsby Maddie Rooney Amanda Pelkey                             | Kanada Shannon Szabados Meghan Agosta Jocelyne Larocque Brigette Lacquette Lauriane Rougeau Rebecca Johnston Laura Stacey Laura Fortino Jenn Wakefield Jillian Saulnier Meaghan Mikkelson Renata Fast Mélodie Daoust Bailey Bram Brianne Jenner Sarah Nurse Haley Irwin Natalie Spooner Emily Clark Marie-Philip Poulin Geneviève Lacasse Ann-Renée Desbiens Blayre Turnbull | Finland Eveliina Suonpää Isa Rahunen Rosa Lindstedt Jenni Hiirikoski Mira Jalosuo Ella Viitasuo Venla Hovi Linda Välimäki Annina Rajahuhta Riikka Välilä Minnamari Tuominen Meeri Räisänen Petra Nieminen Emma Nuutinen Sanni Hakala Noora Tulus Sara Säkkinen Saila Saari Michelle Karvinen Noora Räty Tanja Niskanen Susanna Tapani Ronja Savolainen |